# 東川井信号場
東川井信号場（ひがしかわいしんごうじょう）は、かつて東京都西多摩郡奥多摩町川井に存在した、東日本旅客鉄道（JR東日本）青梅線の信号場。
御嶽駅 - 川井駅間に存在した。

## 歴史
川井駅を挟む御嶽駅 - 古里駅間は、交換駅間が4.4キロメートルと長かったが、途中の川井駅は急カーブ上に存在し、地形上の制約もあって交換施設の設置が難しかったことから、同駅より御嶽駅寄り0.4キロメートルに当信号場が設置された。1998年（平成10年）8月13日の石灰石輸送貨物列車運転終了により、この区間の列車本数が減少し使用頻度が減ったことにより、当信号場が廃止された。

### 年表
- 1967年（昭和42年）10月1日：国鉄青梅線の信号場として開設[1][4]。
- 1987年（昭和62年）4月1日：国鉄分割民営化により、JR東日本が継承[1]。
- 2001年（平成13年）3月20日：廃止[3]。

## 構造
下り線（奥多摩方面）のポイントは直線であるが、出発信号機は片方向にしかないため、一線スルーではなく常に左側通行となっていた。

## 廃止後の状況
当信号場廃止後、ポイントおよび旧上り線が撤去された。旧上り線跡には、御嶽駅 - 古里駅間の上り・下り双方の第1閉塞信号機が設置されている。

## 隣の駅
東日本旅客鉄道（JR東日本）
青梅線
御嶽駅 - 東川井信号場 - 川井駅